# Alessandro Fantini (tenore)
Alessandro Fantini (Roma, 17 giugno 1967) è un tenore italiano.

## Biografia
Romano di nascita e di formazione, Alessandro Fantini ha iniziato i propri studi con il basso Angelo Cavaliere e successivamente li ha proseguiti con il baritono Walter Alberti. Tra gli altri maestri, che hanno avuto una grande rilevanza nella sua formazione, vanno citati il soprano Marinella Meli e il baritono Alessandro Corbelli, con il quale continua a studiare ancora oggi.
Nel 1995 vince la relativa selezione e frequenta l'Opera Studio del Teatro dell'Opera di Roma, diretto dal Maestro Nino Bonavolontà.

## Debutto
Ha ottenuto il suo primo ruolo da protagonista nel 1997 al Nice Opus Festival nell'opera Don Pasquale. Nel 1998, ha interpretato Il signor Bruschino al Teatro Borgatti di Cento (Ferrara) e L'occasione fa il ladro al Teatro Sociale di Finale Emilia (Modena).

## Carriera
Nei primi anni della sua carriera Alessandro Fantini ha avuto modo di cimentarsi più volte con l'opera buffa: nel 1999 ancora ne L'occasione fa il ladro al Festival di Pergine Valsugana (Trento) e al Théâtre national de l'Opéra-Comique a Parigi; nel 2000 L'elisir d'amore al Festival di Pergine Valsugana e Don Pasquale a Susa (Torino).
Sempre nel 2000 ha preso parte alla produzione dell'opera Des Esels Schatten di Richard Strauss al Teatro Comunale di Firenze.
Nel 2001 ha debuttato nel ruolo di Pinkerton (Madama Butterfly) al Teatro Mancinelli di Orvieto (Terni) per poi tornare al Teatro Comunale di Firenze con l'opera Pinocchio di Marco Tutino.
Negli anni successivi interpreta più volte il ruolo di Pinkerton e debutta come Ismaele nel Nabucco, Macduff nel Macbeth, Alfredo Germont in La traviata, Don José in Carmen, principalmente nelle produzioni e nelle tournée di Italia Konzert Opera. Nello stesso periodo ha avuto l'opportunità di esibirsi in Francia, al Théâtre du Casino Municipal di Biarritz nei ruoli di Manrico ne Il trovatore e di Pinkerton in Madama Butterfly, nonché in recital alla Salle Rossini di Parigi.
Nel 2010 ha debuttato nel ruolo di Turiddu in Cavalleria rusticana, durante la rassegna "Dramma e Melodramma" andata in scena a Monterotondo (Roma), mentre nel 2015 è stato Mario Cavaradossi in Tosca, per la prima volta, al Teatro comunale Angelo Masini di Faenza.
Nel corso degli anni Alessandro Fantini ha avuto l'opportunità di lavorare con direttori d'orchestra, registi e cantanti di fama internazionale, tra i quali: Evelyne Aïello, Arman Azemoon, Walter Attanasi, Norbert Balatsch, Massimo de Bernart, Stefania Bonfadelli, Maria Luigia Borsi, Micaela Carosi, Alessandro Corbelli , Francesco Ellero d'Artegna, Claudio Desderi, Nicola Luisotti, Alberto Meoli, Paolo Miccichè, Stuart Maunder, Bruno Rigacci, Massimo Scapin.
Intensa è la sua attività concertistica (oltre centoventi recital operistici nei tre anni precedenti la pandemia di COVID-19, che lo ha portato ad esibirsi, tra gli altri, al Parco della Musica di Roma, ad Astana Opera e a Karaganda Opera (Kazakistan).
Musica sacra – Dal 2016 si è dedicato anche al repertorio sacro con la Messa di Gloria di Pietro Mascagni, il Requiem di Wolfgang Amadeus Mozart, la Petite Messe Solennelle di Gioacchino Rossini, la Messa da Requiem in do minore MH155 di Michael Haydn e la Messa n. 4 in Do maggiore D 452 di Franz Schubert.

## Premi e riconoscimenti
Vincitore del Concorso Lirico Internazionale Luigi Infantino nel 1998, del Premio Internazionale Giuseppe Verdi 2001 e del Concorso Internazionale per ruoli lirici del Festival di Roma nel 2003.